# العلاقات الزيمبابوية الهايتية
العلاقات الزيمبابوية الهايتية هي العلاقات الثنائية التي تجمع بين زيمبابوي وهايتي.

## مقارنة بين البلدين
هذه مقارنة عامة ومرجعية للدولتين:
| وجه المقارنة                                              | زيمبابوي | هايتي                                |
| --------------------------------------------------------- | --- | ------------------------------------ |
| المساحة (كم2)                                             | 390.76 ألف | 27.75 ألف                            |
| عدد السكان (نسمة)                                         | 16.53 مليون | 10.98 مليون                          |
| الكثافة السكانية (ن./كم²)                                 | 42.3 | 395.68                               |
| العاصمة                                                   | هراري | بورت أو برانس                        |
| اللغة الرسمية                                             | لغة إنجليزية، اللغة الشونا، النديبيلية الشمالية ‏، لغة الشيشيوا، Barwe ‏، Kalanga language ‏، Tshwa language ‏، النداو ‏، اللغة التسونجا، لغة الإشارة الزيمبابوية ‏، اللغة السوتية، تونغا ‏، اللغة التسوانية، اللغة الفيندية، اللغة الكوسية | لغة فرنسية، اللغة الكريولية الهايتية |
| العملة                                                    | دولار أمريكي | جوردة هايتية                         |
| الناتج المحلي الإجمالي (بليون دولار)                      | 17.85 مليار | 8.41 مليار                           |
| الناتج المحلي الإجمالي (تعادل القوة الشرائية) بليون دولار | 27.88 مليار | 18.82 مليار                          |
| الناتج المحلي الإجمالي الاسمي للفرد دولار أمريكي          | 924 | 818                                  |
| الناتج المحلي الإجمالي للفرد دولار أمريكي                 | 1.79 ألف | 1.73 ألف                             |
| مؤشر التنمية البشرية                                      | 0.509 | 0.483                                |
| رمز المكالمات الدولي                                      | +263 | +509                                 |
| رمز الإنترنت                                              | .zw | .ht                                  |
| المنطقة الزمنية                                           | ت ع م+02:00 | 00                                   |

## منظمات دولية مشتركة
يشترك البلدان في عضوية مجموعة من المنظمات الدولية، منها:
| علم المنظمة | اسم المنظمة                                 | تاريخ انضمام زيمبابوي | تاريخ انضمام هايتي |
| ----------- | ------------------------------------------- | --------------------- | ------------------ |
|             | مجموعة دول أفريقيا والكاريبي والمحيط الهادئ | ?                     | ?                  |
|             | مؤسسة التنمية الدولية                       | 29 سبتمبر 1980        | 13 يونيو 1961      |
|             | الأمم المتحدة                               | 25 أغسطس 1980         | 24 أكتوبر 1945     |
|             | منظمة التجارة العالمية                      | ?                     | ?                  |
|             | منظمة الشرطة الجنائية الدولية               | ?                     | ?                  |
|             | المركز الدولي لتسوية المنازعات الاستشارية   | 19 يونيو 1994         | 26 نوفمبر 2009     |
|             | الاتحاد الدولي للاتصالات                    | 10 فبراير 1981        | 10 أكتوبر 1927     |
|             | البنك الدولي للإنشاء والتعمير               | 29 سبتمبر 1980        | 8 سبتمبر 1953      |
|             | الاتحاد البريدي العالمي                     | ?                     | ?                  |
|             | منظمة حظر الأسلحة الكيميائية                | ?                     | ?                  |
|             | مؤسسة التمويل الدولية                       | 29 سبتمبر 1980        | 20 يوليو 1956      |
|             | وكالة ضمان الاستثمار متعدد الأطراف          | 10 أبريل 1992         | 11 ديسمبر 1996     |
|             | يونسكو                                      | 22 سبتمبر 1980        | 18 نوفمبر 1946     |

## وصلات خارجية
- موقع وزارة الخارجية الزيمبابوية
- موقع وزارة الخارجية الهايتية